# Peter Wieland
Peter Wieland, bürgerlich Ralf Sauer (* 6. Juli 1930 in Stralsund; † 2. März 2020 in Berlin) war ein deutscher Musical- und Schlagersänger, Entertainer und Musikpädagoge. In der DDR gehörte er zu den bekanntesten Unterhaltungskünstlern.

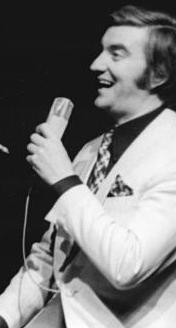
Peter Wieland (1973)

## Leben
Ralf Sauer kam nach dem Zweiten Weltkrieg als Flüchtling mit seiner Familie aus Stettin nach Köthen, wo er den Beruf des Zimmermanns erlernte. Sein Talent wurde beim Singen im örtlichen Kirchenchor entdeckt. Mitte der 1950er Jahre gewann er einen Hauptpreis beim Gesamtdeutschen Gesangswettbewerb in Leipzig und begann damit seine Laufbahn als Sänger in der DDR. Er studierte an der Hochschule für Musik Hanns Eisler in Berlin, wo er zum lyrischen Bariton im Opernfach ausgebildet wurde. Nach dem Staatsexamen erhielt er sein erstes Engagement am Theater in Neustrelitz. Nach dreijähriger Tätigkeit als Opernsänger wandte er sich dem zu dieser Zeit neuen Genre des Musicals zu. Mit Musicalmelodien war er Gesangssolist beim Rundfunkorchester des Deutschlandsenders in Ost-Berlin und beim Sender Leipzig. Hier legte er sich 1957 den Künstlernamen Peter Wieland zu.
Mit einer Rolle in der musikalischen Revue Das goldene Prag begann seine langjährige Tätigkeit als Darsteller im Berliner Friedrichstadt-Palast, wo er später auch als Entertainer und Moderator auftrat. Wieland nahm einige Schallplatten auf, die meist Musical- und Operettenmelodien zum Inhalt hatten. Im Radio hatte er zeitweilig eine Sendereihe mit dem Namen Show in Stereo. Es ergaben sich Fernsehauftritte und Tourneen, meist in die damals sozialistischen Länder.

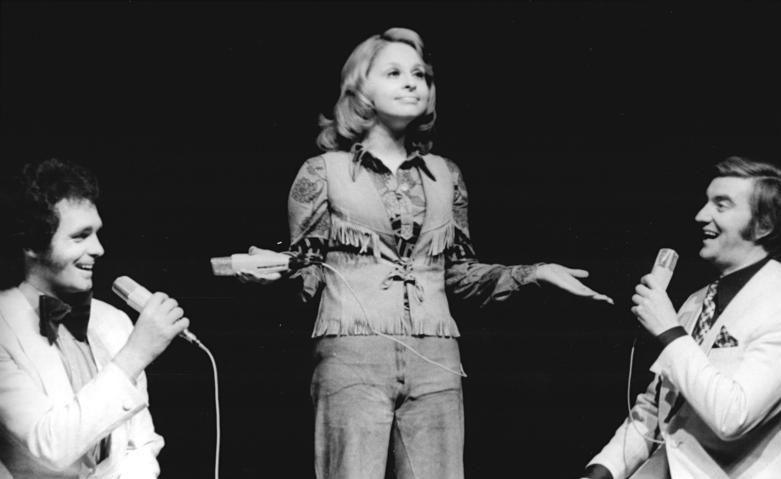
Peter Wieland (rechts), mit Michael Hansen und Dagmar Frederic, 1973

Als Musikpädagoge unterrichtete er seit 1966 die junge Dagmar Frederic. Später traten beide regelmäßig im Duett auf und waren von 1977 bis 1983 auch miteinander verheiratet. 1979 präsentierten Frederic und Wieland im DDR-Fernsehen die Sendung Ein Kessel Buntes. Als Kollektiv erhielten sie am 6. Oktober 1981 den Nationalpreis der DDR aus den Händen von Erich Honecker.
Nach der Wende hatte Wieland weiterhin Fernsehauftritte bei den Sommermelodien (ARD), der Operettengala der Elblandfestspiele Wittenberge und bei Weihnachten bei uns im MDR. Wieland trat bis 2008 noch gelegentlich als Sänger auf, unter anderem mit seinem Programm Peter Wieland – hautnah. Weiterhin hatte er ein erneutes Engagement in Flensburg am Theater. Ferner wirkte er 1992 für einige Episoden in der Daily-Soap Gute Zeiten, schlechte Zeiten als Walter Bornat, der Verlobte von Helga Markmann (Nora Bendig), mit.
1999 und 2000 gestaltete er über 50 Mal die Rolle des Kaisers Franz Joseph in der Operette Im weißen Rößl unter freiem Himmel in Berlin-Treptow. 2003 brachte er die Uraufführung des Theaterstückes zum 100. Geburtstages des von ihm sehr verehrten Schauspielers Heinz Rühmann am Festspielhaus Wittenberge heraus, das nach einer Idee von Heiko Reissig und unter der Regie von Hans-Hermann Krug entstand. Seinen Erfolgstitel Erinnerung widmete Peter Wieland ebenfalls Rühmann.
Peter Wieland war lange ein gefragter Sänger und Entertainer. Im Mai 2008 hatte er einen Auftritt beim Frühlingsfest in Fürstenwalde als Kaiser Franz Joseph. Im August 2008 trat er in der Sommerrevue im Berliner Friedrichstadt-Palast auf.
Am 7. Juni 2010 feierte er mit vielen bekannten Kollegen im ausverkauften Friedrichstadt-Palast Berlin seinen 80. Geburtstag. Auf der Bühne wurde er von Renate Holm und Präsident Heiko Reissig zum Ehrenmitglied der Europäischen Kulturwerkstatt e. V. (EKW) berufen. Am 18. März 2014 wurde Peter Wieland zum Köthen-Botschafter für die 900-Jahr-Feier 2015 berufen.
Wieland lebte mit seiner dritten Ehefrau Marion Sauer bis zu ihrem Tod im August 2017 in Berlin-Rudow.
Peter Wieland starb in der Nacht zum 2. März 2020 im Alter von 89 Jahren in einem Berliner Krankenhaus, wo er sich wegen eines Oberschenkelhalsbruches in Behandlung befunden hatte.